# Acanthoderes virescens
Acanthoderes virescens är en skalbaggsart som beskrevs av Fuchs 1962. Acanthoderes virescens ingår i släktet Acanthoderes och familjen långhorningar. Inga underarter finns listade i Catalogue of Life.